# (35873) 1999 JO72
1999 JO72 (asteroide 35873) é um asteroide da cintura principal. Possui uma excentricidade de 0.17258070 e uma inclinação de 3.91459º.
Este asteroide foi descoberto no dia 12 de maio de 1999 por LINEAR em Socorro.